# 馬林卡區

馬林卡區在頓涅茨克州的位置

馬林卡區（烏克蘭語：Мар'їнський район），曾是烏克蘭頓涅茨克州的一個區，位於該國東部，行政中心設於馬林卡，面積1,351平方公里，2013年人口84,317，人口密度每平方公里62人。
该区在2020年7月18日的乌克兰行政区划改革中被撤销，改革后頓涅茨克州下分为8个区，但只有5个区是在乌克兰政府的实际管辖下。